# Camas (Spanyolország)
Camas egy község Spanyolországban, Andalúziában, Sevilla tartományban. Lakosainak száma 28 705 fő (2024).

## Népesség
A település népessége az elmúlt években az alábbi módon változott:
| Lakosok száma | 25 302 | 25 393 | 25 694 | 26 015 | 26 485 | 26 665 | 27 293 | 27 509 | 27 443 | 28 705 |
|               | 2001   | 2004   | 2007   | 2009   | 2012   | 2014   | 2017   | 2019   | 2022   | 2024   |

## Híres szülöttei
- Curro Romero (1933) torreádor
- Capi (1977) labdarúgó
- Sergio Ramos (1986) világbajnok labdarúgó